# The Piano Guys (album)
Albums de The Piano Guys
Hits Volume 1
(2011) The Piano Guys 2
(2013)
Le Piano Guys est le deuxième album studio, et le premier sur un label majeur, par groupe de musique américain The Piano Guys. Il est paru le 2 octobre 2012 chez Sony Masterworks. L'album est composé principalement des reprises et des mashups de musique classique et populaire.

## Liste des pistes
| No  | Titre                           | Arranger(s)                                       | Durée |
| --- | ------------------------------- | ------------------------------------------------- | ----- |
| 1.  | Titanium / Pavane               | Al van der Beek, Jon Schmidt, Steven Sharp Nelson | 4:50  |
| 2.  | Peponi (Paradise)               | van der Beek, Boyé, Nelson                        | 4:10  |
| 3.  | Code Name Vivaldi               | van der Beek, Schmidt, Nelson                     | 4:06  |
| 4.  | Beethoven's 5 Secrets           | Nelson, van der Beek, Kayson Brown                | 5:09  |
| 5.  | Over the Rainbow / Simple Gifts | van der Beek, Schmidt, Nelson                     | 3:44  |
| 6.  | Cello Wars                      | van der Beek, Nelson                              | 3:31  |
| 7.  | Arwen's Vigil                   |                                                   | 3:55  |
| 8.  | Moonlight                       | van der Beek, Nelson                              | 3:28  |
| 9.  | A Thousand Years                | van der Beek, Schmidt, Nelson                     | 4:36  |
| 10. | Michael Meets Mozart            |                                                   | 5:20  |
| 11. | The Cello Song                  | van der Beek, Nelson                              | 3:16  |
| 12. | Rolling in the Deep             | van der Beek, Schmidt, Nelson                     | 3:52  |
| 13. | What Makes You Beautiful        | van der Beek, Schmidt, Nelson                     | 2:54  |

| 14. | Bring Him Home (Les Misérables) | 4:15 |
| 15. | Without You                     | 3:36 |
| 16. | Nearer My God to Thee           | 3:01 |

## Classements

### Classements hebdomadaires
| Classements (2012-13)                  | Meilleure position |
| -------------------------------------- | ------------------ |
| Autriche Albums                        | 65                 |
| Allemagne Albums                       | 51                 |
| États-Unis Billboard 200               | 44                 |
| États-Unis Billboard Albums Classiques | 1                  |
| États-Unis Billboard Albums New Age    | 1                  |

### Classements annuels
| Classement (2012)                      | Position |
| -------------------------------------- | -------- |
| États-Unis Billboard Albums Classiques | 16       |
| États-Unis Billboard Albums New Age    | 6        |
| Classement (2013)                      |          |
| États-Unis Billboard Albums Classiques | 3        |
| États-Unis Billboard Albums New Age    | 1        |
| Classement (2014)                      |          |
| États-Unis Billboard Albums Classiques | 8        |
| États-Unis Billboard Albums New Age    | 4        |